# Coordonnées d'Eddington-Finkelstein
Les coordonnées d'Eddington-Finkelstein sont deux systèmes de coordonnées d'espace-temps.

## Coordonnées
Les coordonnées d'Eddington-Finkelstein sont obtenues à partir de celles de Schwarzschild par les transformations
{\displaystyle ct^{\prime }=ct+R_{\mathrm {S} }\ln \left({\frac {r}{R_{\mathrm {S} }}}-1\right)}
pour les coordonnées sortantes et
{\displaystyle ct^{\prime }=ct-R_{\mathrm {S} }\ln \left({\frac {r}{R_{\mathrm {S} }}}-1\right)}
pour les coordonnées entrantes, où {\displaystyle R_{\mathrm {S} }} est le rayon de Schwarzschild.

## Histoire
Les éponymes des coordonnées d'Eddington-Finkelstein sont Arthur Eddington (1882-1944) qui les a introduites en 1924 et David Finkelstein (1929-2016) qui les a redécouvertes en 1958.

#### Publications originales
- [Eddington 1924] (en) Arthur Eddington, « A comparison of Whitehead's and Einstein's formulæ », Nature, vol. 113, no 2832,‎ 9 fév. 1924, p. 192 (DOI 10.1038/113192a0, Bibcode 1924Natur.113..192E, résumé, lire en ligne).
- [Finkelstein 1958] (en) David Finkelstein, « Past-future asymmetry of the gravitational field of a point particle », Phys. Rev., vol. 110, no 4,‎ 15 mai 1958, p. 965-967 (DOI 10.1103/PhysRev.110.965, Bibcode 1958PhRv..110..965F, résumé).

#### Dictionnaires et encyclopédies
- [Taillet, Villain et Febvre 2018] Richard Taillet, Loïc Villain et Pascal Febvre, Dictionnaire de physique, Louvain-la-Neuve, De Boeck Supérieur, hors coll. / physique, janv. 2018, 4e éd. (1re éd. mai 2008), 1 vol., X-956, ill. et fig., 17 × 24 cm (ISBN 978-2-8073-0744-5, EAN 9782807307445, OCLC 1022951339, BNF 45646901, SUDOC 224228161, présentation en ligne, lire en ligne), s.v. Eddington-Finkelstein (coordonnées d'), p. 244-245.